# جیمز گری (بازیکن فوتبال، زاده ۱۹۹۲)
جیمز گری (انگلیسی: James Gray؛ زادهٔ ۲۶ ژوئن ۱۹۹۲) بازیکن فوتبال اهل بریتانیا است.
از باشگاه‌هایی که در آن بازی کرده‌است می‌توان به باشگاه فوتبال یورک سیتی، باشگاه فوتبال دارلینگتون، باشگاه فوتبال واکسول موتورز، باشگاه فوتبال تورکی یونایتد، باشگاه فوتبال ساوتپورت، باشگاه فوتبال کترینگ تاون، باشگاه فوتبال آکرینگتون استنلی، باشگاه فوتبال تاموورث، باشگاه فوتبال نورث‌همپتون تاون و باشگاه فوتبال ورکسام اشاره کرد.
وی همچنین در تیم ملی فوتبال زیر 16 سال ایرلند شمالی، تیم ملی فوتبال زیر 17 سال ایرلند شمالی، تیم ملی فوتبال زیر 19 سال ایرلند شمالی و زیر ۲۱ سال ایرلند شمالی بازی کرده‌است.